# Antonio Imbert Barrera
Antonio Cosme Imbert Barrera, conocido como Antonio Imbert Barreras (Puerto Plata, 3 de diciembre de 1920-Santo Domingo, 31 de mayo de 2016) fue un militar dominicano, presidente de facto de la República Dominicana en 1965.
Ostentó el rango de mayor general vitaliciamente a partir de 1962 (transitoriamente tuvo el rango de teniente general cuando fue ministro de Defensa de 1982 a 1986). Formó parte del complot que dio muerte al dictador Rafael Trujillo el 30 de mayo de 1961. Dos años más tarde participó en el golpe de Estado contra el presidente Juan Bosch y estuvo entre los elementos que evitaron la reposición de Bosch durante la guerra civil dominicana de 1965, en la cual llegó a encabezar el autodenominado Gobierno de Reestructuración Nacional (el bando antiboschista) como presidente tras la renuncia del general Pedro Bartolomé Benoit van der Horst.

## Biografía

### Primeros años y familia
Sus padres fueron María del Consuelo Barrera Steinkopf, de ascendencia gallega, alemana y francesa (era hija de Antonio de la Barrera Pasarín y de Adriana Isabel Steinkopf Jannaut), y el general Segundo Manuel Imbert Mesnier, de ascendencia francesa (era hijo de Segundo Francisco Imbert y Manuela Mesnier).
Imbert provenía de una familia de destacados militares, pues él era bisnieto del prócer independentista general José María Imbert, nacido en el noroeste de Francia en 1798; su abuelo, el general Segundo Francisco Imbert combatió en la Guerra de la Restauración y fue vicepresidente de la República Dominicana de 1887 a 1889. Además, su hermano Segundo Manuel Imbert Barrera fue mayor del ejército hasta su apresamiento en marzo de 1956 por homicidio; fue cónsul general de la República en Puerto España (Trinidad y Tobago). Este último era padre de la escritora y periodista dominicana Carmen Imbert Brugal.

### De la dictadura de Trujillo a la Guerra de Abril
Imbert fue militar a temprana edad. Se hizo piloto. Tuvo puestos importantes durante el régimen dictatorial de Rafael Leónidas Trujillo siendo unos de sus primeros cargos el de gobernador de Puerto Plata en la década de 1940. Fue director de la lotería nacional.
El apresamiento en 1956 de su hermano Segundo tras una redada contra enemigos del dictador Trujillo.
Sobrevivió, con Luis Amiama Tió, al complot en que fue asesinado Trujillo el martes 30 de mayo de 1961. Fue declarado "Héroe Nacional";[¿cuándo?] en 1962 se le concedió el rango de General Advitam.
Figuró entre los militares que derrocaron el gobierno de Juan Bosch en 1963.
En la Guerra de Abril encabezó una de las facciones en pugnas que enfrentó al gobierno constitucionalista liderado por el coronel Francisco Caamaño, que intentaba reponer a Juan Bosch en la presidencia, su facción denominada Gobierno de Reconstrucción Nacional, respaldada por las tropas interventoras, su Gobierno de Reconstrucción Nacional, no firmó el acta de paz, que presentaba la OEA, sino que los miembros de su gobierno y el gabinete completo, renunciaron a este durante un acto televisado al país por la televisión dominicana, esto y la firma del acta por parte del gobierno constitucionalista puso fin la Guerra de Abril.
Como presidente del Gobierno de Reconstrucción Nacional participó activamente en la dirección de la "Operación Limpieza" contra los combatientes constitucionalistas de la zona norte de la capital. Numerosos testigos afirmaron que durante los combates las tropas del GRN cometieron crímenes tales como violaciones, fusilamientos, lanzamiento de prisioneros encadenados al río Ozama y desapariciones.
A pesar de que pretendía ocupar el cargo de presidente provisional que finalmente fue otorgado a Héctor García Godoy, prometiendo a los norteamericanos plegarse totalmente ante sus exigencias, el mismo no le fue ofrecido. Fue esta la razón de su renuncia televisada y de su negativa a firmar los acuerdos de paz que pusieron fin a la Guerra de Abril.
Sus actuaciones durante el golpe de Estado a Juan Bosch y la Guerra de Abril, anulan, según muchos, su condición de "héroe nacional".

### Atentado
El 21 de marzo de 1967 fue atacado a tiros cuando transitaba con su vehículo por la avenida Pedro Henríquez Ureña en la Ciudad de Santo Domingo, recibiendo varios impactos de bala en el pecho.

### Tragedia de Dominicana de Aviación
El 15 de febrero de 1970 se estrelló el vuelo DC-9 de Dominicana de Aviación, en el cual viajaban su hermana Aída Imbert, su esposa Guarina Tessón Hurtado, y su hija la deportista Leslie Imbert Tessón.

### Política
Fue Secretario (Ministro) de las Fuerzas Armadas desde 1986 hasta 1988. En 1989 fue designado presidente del Consejo de Administración de la otrora paraestatal Rosario Dominicana.

### Muerte
Falleció el 31 de mayo de 2016; según su sobrina, Carmen Imbert Brugal la causa del deceso fue complicaciones de una neumonía. El presidente Danilo Medina decretó tres días de luto nacional.